# Siniawino (rejon gusiewski)
Siniawino (ros. Синявино) – osiedle w Rosji, w obwodzie królewieckim, w rejonie gusiewskim. W 2010 liczyło 71 mieszkańców.